# Herbert Lom
Pour les articles homonymes, voir Lom.
Herbert Lom, de son vrai nom Herbert Charles Angelo Kuchacevich ze Schluderpacheru, né le 11 septembre 1917 à Prague (Autriche-Hongrie) et mort le 27 septembre 2012 à Londres (Royaume-Uni), est un acteur tchèque naturalisé britannique.

## Biographie
À l'arrivée des nazis en 1939, il part se réfugier en Angleterre où il anime des émissions de propagande en langue tchèque sur la BBC. Il devient ensuite citoyen britannique. Dès l'un de ses tout premiers films, The Young Mr. Pitt de Carol Reed (1942), il interprète Napoléon, et se spécialise rapidement dans les rôles de méchants ou de personnages inquiétants, tenant plus rarement des rôles sympathiques. Dans les années 1940-50, il apparaît notamment en psychiatre dans Le Septième Voile avec James Mason, en organisateur de combats de lutte dans Les forbans de la nuit de Jules Dassin aux côtés de Richard Widmark et dans le rôle de l'un des bandits de Tueurs de dames, un classique de l'humour noir anglais où il côtoie Alec Guinness et Peter Sellers. Il incarne pour la seconde fois Napoléon dans Guerre et paix en 1956. 
Herbert Lom mène une carrière riche et internationale, interprétant des seconds rôles dans Spartacus de Stanley Kubrick, Le Cid ou Pancho Villa. On le retrouve en capitaine Nemo dans L'Île mystérieuse puis il se montre tout disposé à servir le cinéma fantastique et d'épouvante durant la période Hammer : il incarne notamment Le Fantôme de l'Opéra dans le film homonyme de Terence Fisher en 1962, ou encore Van Helsing dans Les Nuits de Dracula avec Christopher Lee et un petit rôle dans Asylum. 
De son imposante filmographie, on retient en particulier le rôle du commissaire Dreyfus, rendu progressivement fou par les maladresses de l'inspecteur Clouseau dans la série de films La Panthère rose, réalisés par Blake Edwards. Ces films lui permettent de s'éloigner des personnages de méchants et d'aborder un registre comique. Il est présent à partir du second épisode, Quand l'inspecteur s'emmêle (1964) et reste fidèle au personnage jusqu'au huitième et dernier volet réalisé par Blake Edwards en 1993. Parmi ses dernières apparitions, on retiendra le rôle (sympathique) du Dr Weizak dans Dead Zone de David Cronenberg (1983). 
À la télévision, il fut (encore !) un psychiatre dans la série The Human Jungle (1963-1964). Ses apparitions en guest-star de séries sont très rares, hormis dans Des agents très spéciaux (1967) et Hawaï police d'état (1971). Toutefois, absent des écrans pendant une dizaine d'années, Herbert Lom est revenu en 2004 dans un épisode de Miss Marple avec Geraldine McEwan. Il a écrit plusieurs romans.
Herbert Lom meurt le 27 septembre 2012 à Londres à l’âge de 95 ans.
Marié et divorcé trois fois, Herbert Lom a eu deux fils, Alec et Nick, de son premier mariage en 1948 avec Dina Schea. D'une longue relation avec Brigitta Appleby, artiste célèbre pour ses poteries, est née Joséphine. Sa dernière épouse est Eve Lacik.

## Filmographie

### Cinéma
- 1937 : Zena pod krízem de Vladimír Slavínský
- 1938 : Bozí mlýny de Václav Wasserman
- 1938 La taverne de la Jamaïque sous le nom d'Herbert Lamas.
- 1939 : Après mein kampf – Mes crimes (Mein kampf – My crimes) de Norman Lee    1939 Jamaica Inn d' Alfred Hitchock sous le nom d'Herbert Lomas
- 1942 : The Young Mr. Pitt de Carol Reed : Napoleon
- 1942 : Service secret (Secret Mission) d'Harold French : Medical Officer
- 1943 : Tomorrow We Live de George King : Kurtz
- 1943 : Le Saut de la mort (en) (The Dark Tower) de John Harlow : Torg
- 1944 : Hotel Reserve de Lance Comfort, Victor Hanbury et Mutz Greenbaum : Andre Roux
- 1945 : Le Septième voile (The Seventh Veil) de Compton Bennett : Doctor Larsen
- 1946 : Dual Alibi d'Alfred Travers  : Jules de Lisle / Georges de Lisle
- 1946 : Service secret contre bombe atomique (Night Boat to Dublin) de Lawrence Huntington : Keitel
- 1946 : Rendez-vous avec le crime (Appointment with Crime) de John Harlow : Gregory Lang
- 1948 : Le Mystère du camp 27 (Portrait from Life) de Terence Fisher : Hendlemann
- 1948 : Brass Monkey de Thornton Freeland : Peter Hobart
- 1948 : Snowbound de David MacDonald : Von Kellerman, alias Keramikos
- 1948 : Les Ailes brûlées (Good Time Girl) de David MacDonald : Max Vine
- 1949 : The Lost People de Bernard Knowles et Muriel Box
- 1950 : Les Forbans de la nuit (Night and the City) de Jules Dassin : Kristo
- 1950 : Secret d'État (State Secret) de Sidney Gilliat : Karl Theodor
- 1950 : La Salamandre d'or (Golden Salamander) de Ronald Neame : Rankl
- 1950 : La Rose noire (The Black Rose) d'Henry Hathaway : Anthemus
- 1950 : La Cage d'or (Cage of Gold) de Basil Dearden : Rahman
- 1951 : Whispering Smith Hits London (en) de Francis Searle : Roger Ford
- 1951 : Hell Is Sold Out de Michael Anderson : Dominic Danges
- 1951 : Two on the Tiles de John Guillermin : Ford
- 1952 : Mr. Denning Drives North d'Anthony Kimmins : Mados
- 1952 : L'assassin a de l'humour (The Ringer) de Guy Hamilton : Maurice Meister
- 1952 : L'Homme qui regardait passer les trains (The Man Who Watched the Trains Go By) d'Harold French : Julius de Koster, Jr.
- 1953 : M7 ne répond plus (The Net) d'Anthony Asquith : Dr. Alex Leon
- 1953 : Coup de feu au matin (Rough Shoot) de Robert Parrish : Sandorski
- 1954 : La Loterie du bonheur (The Love Lottery) de Charles Crichton : André Amico
- 1954 : L'Etoile des Indes (Star of India) d'Arthur Lubin : Narbonne
- 1954 : Meurtre sur la Riviera (Beautiful stangers) de David Miller: Emil Landosh
- 1955 : The Wrong Widget
- 1955 : Tueurs de dames (The Ladykillers) d'Alexander Mackendrick : Louis (a.k.a. 'Mr. Harvey')
- 1956 : Guerre et Paix (War and Peace) de King Vidor : Napoléon
- 1957 : L'Homme à démasquer (Chase a Crooked Shadow) de Michael Anderson : Police Commissar Vargas
- 1957 : L'Enfer des tropiques (Fire Down Below) de Robert Parrish : Harbor Master
- 1957 : Hell Drivers de Cy Endfield : Gino Rossi
- 1957 : Au bord du volcan (Action of the Tiger) de Terence Young : Trifon, Albania Bandit
- 1958 : L'Affaire Dreyfus (I Accuse!) de José Ferrer : Maj. DuPaty de Clam
- 1958 : Les Racines du ciel (The Roots of Heaven) de John Huston : Orsini
- 1958 : Intent to Kill de Jack Cardiff : Juan Menda
- 1958 : Passeport pour la honte (Passport to Shame) de Gregory Ratoff : Nick Biaggi
- 1959 : Aux frontières des Indes (North West Frontier) de Jack Lee Thompson : Van Layden
- 1959 : No Trees in the Street de Jack Lee Thompson : Wilkie
- 1959 : Simon le pêcheur (The Big Fisherman) de Frank Borzage : Herod Antipas
- 1959 : Le Troisième Homme sur la montagne (Third Man on the Mountain) de Ken Annakin : Emil Saxo
- 1960 : L'Homme des fusées secrètes (Wernher von Braun) de Jack Lee Thompson : Anton Reger
- 1960 : Spartacus de Stanley Kubrick : Tigranes Levantus
- 1961 : L'Enquête mystérieuse (The Frightened City) de John Lemont (en) : Waldo Zhernikov
- 1961 : Mr. Topaze de Peter Sellers : Castel Benac
- 1961 : L'Île mystérieuse (Mysterious Island) de Cy Endfield : capitaine Nemo
- 1961 : Le Cid (El Cid) d'Anthony Mann : Ben Yussuf
- 1962 : Le Fantôme de l'Opéra (The Phantom of the Opera) de Terence Fisher : The Phantom (Prof. L. Petrie)
- 1962 : La Belle des îles (Tiara Tahiti) de Ted Kotcheff : Chong Sing
- 1962 : Le Trésor du lac d'argent (Der Schatz im Silbersee) d'Harald Reinl : colonel Brinkley
- 1964 : Quand l'inspecteur s'emmêle (A Shot in the Dark) de Blake Edwards : Charles Dreyfus
- 1965 : La Case de l'oncle Tom (Onkel Toms Hütte) de Géza von Radványi : Simon Legree
- 1965 : Le démon est mauvais joueur (Return from the Ashes) de Jack Lee Thompson : Dr. Charles Bovard
- 1966 : Opération Marrakech (Our Man in Marrakesh) de Don Sharp : Mr. Casimir
- 1966 : Un hold-up extraordinaire (Gambit) de Ronald Neame : Ahmad Shahbandar
- 1967 : La Vengeance de Siegfried 2 (Die Nibelungen, Teil 2: Kriemhilds Rache) d'Harald Reinl : Etzel
- 1967 : Tueurs au karaté (The karate killers) de Barry Shear
- 1968 : Pancho Villa (Villa Rides) de Buzz Kulik : General Victoriano Huerta
- 1968 : The Face of Eve de Robert Lynn et Jeremy Summers : Diego
- 1968 : Les tueurs sont lâchés (Assignment to kill) de Sheldon Reynolds : Matt Wilson
- 1969 : Les Brûlantes (99 mujeres) de Jesús Franco : Governor Santos
- 1969 : Danger, planète inconnue (Doppelgänger) de Robert Parrish : Doctor Hassler
- 1970 : La Marque du diable (Hexen bis aufs Blut gequält) de Michael Armstrong et Adrian Hoven : Lord Cumberland
- 1970 : Les Nuits de Dracula (Nachts, wenn Dracula erwacht)  de Jesús Franco : prof. Abraham Van Helsing
- 1970 : Cuadecuc, vampir de Pere Portabella : lui-même
- 1970 : Le Dépravé - Dorian Gray (Dorian Gray) de Massimo Dallamano : Henry Wotton
- 1971 : Double Assassinat dans la rue Morgue (Murders in the Rue Morgue) de Gordon Hessler : Rene Marot
- 1972 : Asylum de Roy Ward Baker : Byron
- 1973 : Le Manoir des fantasmes (Dark Places) de Don Sharp : Prescott
- 1973 : And Now the Screaming Starts! de Roy Ward Baker : Henry Fengriffen
- 1974 : Dix petits nègres (And Then There Were None) de Peter Collinson : Dr Edward Armstrong
- 1975 : Le Retour de la Panthère rose (The Return of the Pink Panther) de Blake Edwards : Chief Insp. Charles Dreyfus
- 1976 : Quand la Panthère rose s'emmêle (The Pink Panther Strikes Again) : Former Chief Insp. Charles Dreyfus
- 1977 : L'Embrouille (Charleston) de Marcello Fondato : Watkins
- 1978 : La Malédiction de la Panthère rose (Revenge of the Pink Panther) de Blake Edwards : Chief Insp. Charles Dreyfus
- 1979 : Une femme disparaît (The Lady Vanishes) d'Anthony Page : Dr Hartz
- 1980 : Jeux d'espions (Hopscotch) de Ronald Neame : Yaskov
- 1980 : Détective comme Bogart de Robert Day : Mr. Zebra
- 1982 : À la recherche de la Panthère rose (Trail of the Pink Panther) de Blake Edwards : Chief Insp. Charles Dreyfus
- 1983 : L'Héritier de la Panthère rose (Curse of the Pink Panther) de Blake Edwards : Chief Insp. Charles LaRousse Dreyfus
- 1983 : Dead Zone (The Dead Zone) de David Cronenberg : Dr Sam Weizak
- 1984 : Memed My Hawk de Peter Ustinov : Ali Safa Bey
- 1985 : Allan Quatermain et les mines du roi Salomon (King Solomon's Mines) de Jack Lee Thompson: Colonel Bockner
- 1986 : Whoops Apocalypse de Tom Bussmann : Gen. Mosquera
- 1988 : Skeleton Coast de John Bud Cardos : Elia
- 1988 : The Crystal Eye
- 1988 : Mon aventure africaine (Going Bananas) de Boaz Davidson : MacIntosh
- 1989 : Master of Dragonard Hill de Gérard Kikoïne : Le Farge
- 1989 : Ten Little Indians d'Alan Birkinshaw : général Brancko Romensky
- 1989 : La Rivière de la mort (River of Death) de Steve Carver : colonel Ricardo Diaz
- 1990 : Masque of the Red Death d'Alan Birkinshaw : Ludwig
- 1991 : La Secte (La Setta) de Michele Soavi : Moebius Kelly
- 1991 : The Pope Must Die de Peter Richardson : Vittorio Corelli
- 1993 : Le Fils de la Panthère rose (Son of the Pink Panther) de Blake Edwards : Police Commisioner Charles Dreyfus
- 2007 : Chris & Don. A love story documentaire de Tina Mascara et Guido Santi : lui-même

### Télévision
- 1963 : L'Affaire du cheval sans tête (The Horse Without a Head, TV)
- 1963 : The Human Jungle (série TV) : Dr. Roger Corder (unknown épisodes)
- 1970 : Mister Jerico (téléfilm) : Victor Russo
- 1981 : Peter and Paul (téléfilm) : Barnabas
- 1984 : Nuits secrètes (Lace) (téléfilm) : monsieur Chardin
- 1987 : Scoop (téléfilm) : Mr. Baldwin
- 2004 : Miss Marple ep Meurtre au presbytère : professeur Dufosse

## Voix françaises
| - Pierre Garin dans : - Le Retour de la panthère rose - Quand la panthère rose s'emmêle - La Malédiction de la panthère rose - À la recherche de la panthère rose - Jean-Claude Michel dans : - L'Enfer des tropiques - Les Racines du ciel - L'Île mystérieuse - Claude Bertrand dans : - Le Fantôme de l'Opéra - Un hold-up extraordinaire - Opération Marrakech - Jacques Beauchey dans : - Les Forbans de la nuit - La Rose noire (1er doublage) - Georges Aminel dans : - Guerre et Paix - La Case de l'oncle Tom | - Roland Ménard dans : - Train d'enfer - Dead Zone - Jean Violette dans : - Le Troisième Homme sur la montagne - La Rivière de la mort - William Sabatier dans : - Le Trésor du lac d'argent - Dix Petits Nègres et aussi : - Pierre Fromont dans Tueurs de dames (2e doublage) - Howard Vernon dans Aux frontières des Indes - Serge Nadaud dans Spartacus - Paul-Émile Deiber dans Le Cid - Duncan Elliott dans Quand l'inspecteur s'emmêle - René Fleur dans Pancho Villa - Jacques Thébault dans Les tueurs sont lâchés - Francis Lax dans Le Manoir des fantasmes (doublé en 1979) - Michel Paulin dans L'Embrouille - Michel Beaune dans L'Héritier de la panthère rose - Jacques Ebner dans Nuits secrètes (téléfilm) - Sady Rebbot dans Allan Quatermain et les Mines du roi Salomon - Serge Sauvion dans Le Fils de la panthère rose |